# Bandoumkassa
Bandoumkassa est une localité du Cameroun située dans le département du Haut-Nkam et la Région de l'Ouest. C'est une chefferie bamiléké qui fait partie de l'arrondissement de Bana.

## Population
Lors du recensement de 2005, on y a dénombré 717 personnes. il beneficie d'un climat relativement frais avec une température moyenne annuelle de 16°C et de 13°C en saison pluvieuse.